# Let There Be Rock (singolo)
Let There Be Rock è un singolo del gruppo musicale australiano AC/DC, pubblicato nel 1977 come secondo estratto dall'album omonimo.

## Video musicale
Nel videoclip, si vede il gruppo in una chiesa con Bon Scott travestito da prete con una lunga tonaca e capelli ricci lunghi fino alle spalle e il resto della band travestiti come chierichetti vestiti di verde Angus Young con l'aureola finta. A 3:48 minuti nel video della canzone Bon Scott si leva la tonaca e lo si vede vestito come un sadomasochista. Al minuto 4:17 Bon Scott salta dal
piano in cui si trovava all'inizio del video per cadere dove la band suona. Nella registrazione si possono vedere spezzoni girati in studio

## Formazione
- Bon Scott – voce
- Angus Young – chitarra solista
- Malcolm Young – chitarra ritmica
- Mark Evans – basso
- Phil Rudd – batteria